# Эль-Арабия
Эль-Арабия (араб. جزيرة العربية‎ — букв. «Арабский остров») — один из островов Саудовской Аравии, к югу от иранского острова Фарси в Персидском заливе. Площадь составляет 10 га.
Наряду с Фарси, остров Эль-Арабия когда-то был объектом территориального спора между Ираном и Саудовской Аравией, но две страны пришли в 1960-х к соглашению, в ходе которого Иран передал остров Саудовской Аравии.